# الدوري المغربي لكرة القدم 1958–59
الدوري المغربي لكرة القدم 1958-1959 هو الموسم 3 من البطولة الوطنية المغربية لكرة القدم . يتنافس خلاله 14 من أفضل الأندية الوطنية المغربية.توج بهذا الموسم فريق نادي نجم الشباب .